# Mjassischtschew M-4
Die Mjassischtschew M-4 (russisch Мясищев М-4, NATO-Codename: Bison) war ein sowjetischer strategischer Bomber, der vom OKB Mjassischtschew ab 1951 entwickelt wurde. Die M-4 war über viele Jahre ein wichtiges Waffensystem der sowjetischen Fernfliegerkräfte.

## Geschichte

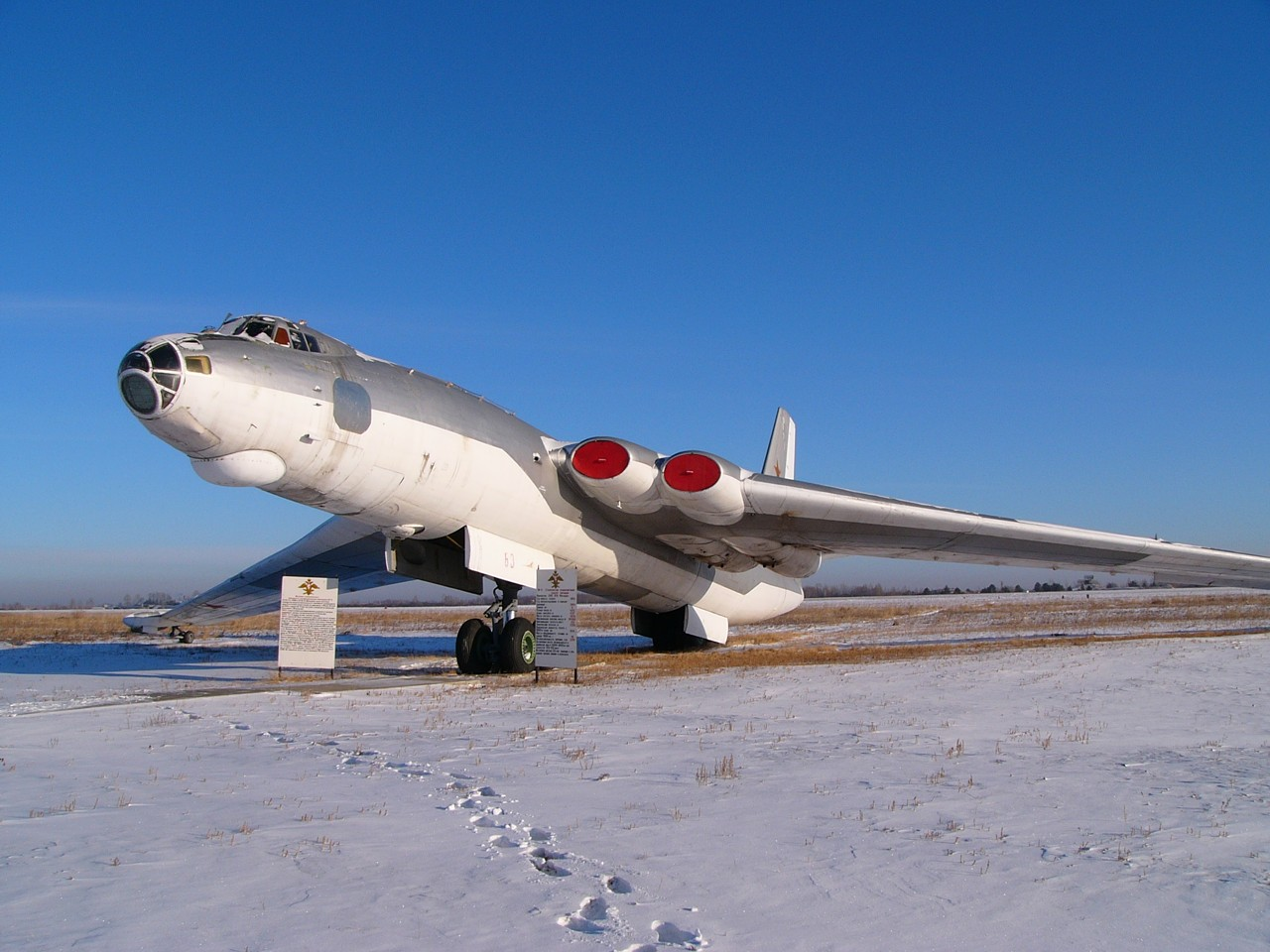
M-4 „rote 63“ (Wnr. 5301518) auf dem Militärflugplatz Ukrainka, Oblast Amur

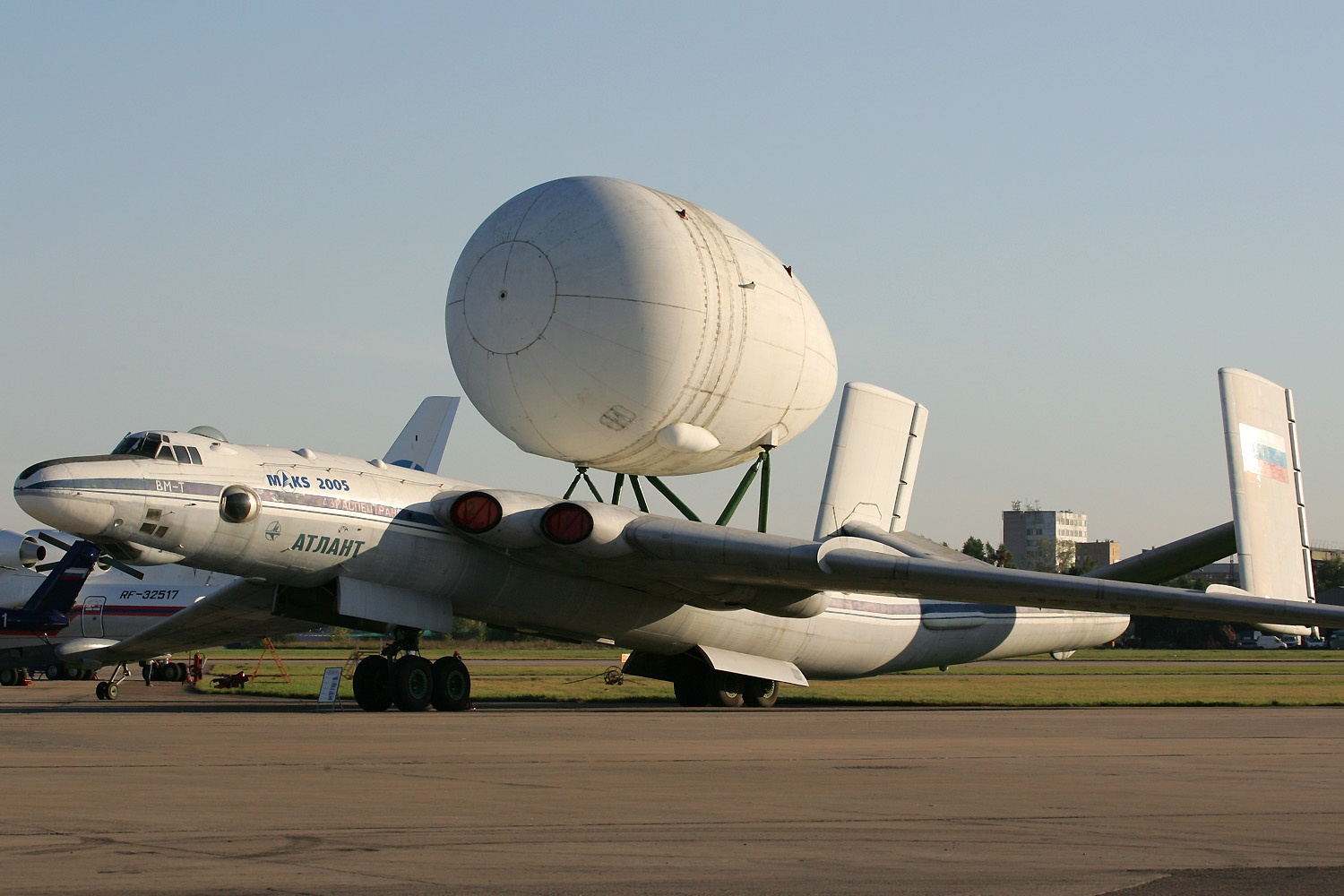
Eine der drei für den Transport von Außenlasten umgebauten WM-T „Atlant“ auf der MAKS in Schukowski, 2005

Die in der UdSSR gebaute Mjassischtschew M-4, auch als „Molot“ (Hammer) bezeichnet, hatte am 20. Januar 1953 mit Fjodor Opadtschi ihren Erstflug und wurde am 20. Juli 1954 erstmals auf der traditionellen Luftparade in Moskau-Tuschino öffentlich vorgestellt. Die Maschine war der erste vierstrahlige strategische Langstreckenbomber der Sowjetunion und sollte eine Alternative zur gleichzeitig entwickelten Tupolew Tu-16 darstellen. Die Reichweite des Bombers war anfangs jedoch noch zu begrenzt, um US-Ziele zu erreichen, da Mjassischtschew kein praktikables Verfahren entwickeln konnte, um das Flugzeug in der Luft zu betanken. Dies war westlichen Militärbeobachtern jedoch zunächst nicht bekannt. Unterhalb der Triebwerke konnte unter jeder Tragfläche je ein Zusatztank mitgeführt werden, was aber nur sehr selten praktiziert wurde. Das Mitführen von Ch-26-Seezielflugkörpern anstelle der Zusatztanks wurde an einem Prototyp erfolgreich getestet, jedoch aus Kostengründen nicht implementiert, da mit Tu-16 und Tu-95 kein Bedarf mehr an einem weiteren Lenkwaffenträgerflugzeug bestand. Die M-4 wurde zur M-4A mit stärkeren AM-3M-Triebwerken und verbesserter Radarausrüstung weiterentwickelt. Mit einer Betankungssonde direkt vor dem Cockpit ausgerüstet, war sie nun auch in der Lage, durch Kraftstoffübernahme in der Luft höhere Reichweiten zu erzielen.
Als leistungsgesteigerte Version wurde die 3M entwickelt, die im März 1956 erstmals flog. Im Gegensatz zur M-4 verfügte sie über vier stärkere WD-7-Triebwerke, die eine höhere Startmasse und Reichweite ermöglichten. Äußeres Unterscheidungsmerkmal war der spitzzulaufende, unverglaste Rumpfbug.
Maschinen vom Typ M-4 oder deren Weiterentwicklungen M-4A und 3M (NATO-Codename: Bison-B) waren über Jahrzehnte als strategische Bomber, Aufklärungs- und Tankflugzeuge im aktiven Einsatz. Die Schlauchtrichtertrommel war im Bombenschacht untergebracht und konnte innerhalb kurzer Zeit wieder demontiert werden, um das Flugzeug wieder als Bomber zu nutzen. Als strategischer Bomber wurde das Flugzeug von jeweils zwei schweren Bombenfliegerregimentern auf den Stützpunkten Engels und Ukrajinka (Oblast Amur) betrieben. Die besondere Fahrwerksanordnung (Stützräder unter den Tragflächenenden) schränkte den Einsatzbetrieb mit diesem Flugzeug ein, weil mindestens 50 Meter breite Rollwege auf den zu nutzenden Flugplätzen vorhanden sein mussten.
In den 1950er-Jahren wurden mit als 103M und 201M bezeichneten Versionen dieses Flugzeuges 19 internationale Rekorde aufgestellt. So transportierte A. S. Lipko am 30. Oktober 1959 27.000 kg Nutzlast über eine Strecke von 1000 km und erreichte dabei eine Geschwindigkeit von 1028,66 km/h. Während eines anderen Fluges wurden von B. Stepanow im selben Monat 55.220 kg Zuladung auf eine Höhe von 13.121 m befördert.
Seit 1986 ist eine 3M im Zentralen Museum der Luftstreitkräfte der Russischen Föderation in Monino ausgestellt. Der letzte militärische Einsatzflug erfolgte mit einer 3MS-2 am 23. März 1994.
Für den Bau der Mjassischtschew WM-T „Atlant“ wurden drei M-4 der Luftstreitkräfte verwendet. Das erste Exemplar diente als statische Versuchszelle, die anderen beiden wurden zu den flugfähigen Exemplaren СССР-01402 und СССР-01502 umgebaut, die dazu dienten, im Rahmen des Buran-Raumfährenprogamms die Raumfähre und auch Teile der Trägerrakete Energija zu transportieren. Das Flugzeug war auch unter der Bezeichnung 3M-T bekannt. Die Projektarbeiten begannen im Sommer 1979, der Erstflug fand am 6. Januar 1982 statt. Augenscheinlichstes Merkmal war das veränderte, in zwei Seitenendscheiben ausgeführte Leitwerk. Der erste Transporteinsatz nach Baikonur erfolgte am 4. April des gleichen Jahres. Ab 1989 übernahm die An-225 die Aufgaben der WM-T „Atlant“.
Weiter nicht verwirklichte Versionen waren, nebst dem oben erwähnten Lenkwaffenträger:
- ein Testflugzeug mit Nuklearantrieb, dies wurde zugunsten eines modifizierten Tu-95 Experimentalflugzeug aufgegeben,
- ein U-Bootjäger, dies wurde zugunsten der Tu-142 aufgegeben,
- ein Passagierflugzeug, aufgrund des unkonventionellen Fahrwerks hätte dies zu Problemen bei vielen Taxiways ziviler Flugplätzen geführt und so erhielt Tupolew mit seiner Abwandlung der Tu-16 der Tu-104 den Zuschlag.
- ein Lenkwaffenträger für bis zu 4 Marschflugkörper mit überarbeiteten Flügeln und Triebwerken in Gondeln statt in der Flügelwurzel, für den Start waren zwei abwerfbare Starthilferaketen seitlich am Hinterrumpf vorgesehen (Dieses Flugzeug wurde als 2M bezeichnet).
- ein Flugboot auf Basis der M-4, faktisch wurde unter dem praktisch unveränderten Rumpf der M-4 ein Bootsrumpf vorgesehen. Durch den Wegfall der Fahrwerke wäre das Gesamtgewicht gleich geblieben, jedoch hätte der groß bemessene Bootsrumpf einen erheblich höheren Luftwiderstand verursacht, daher wurde diese Idee nicht weiterverfolgt.

## Technische Daten

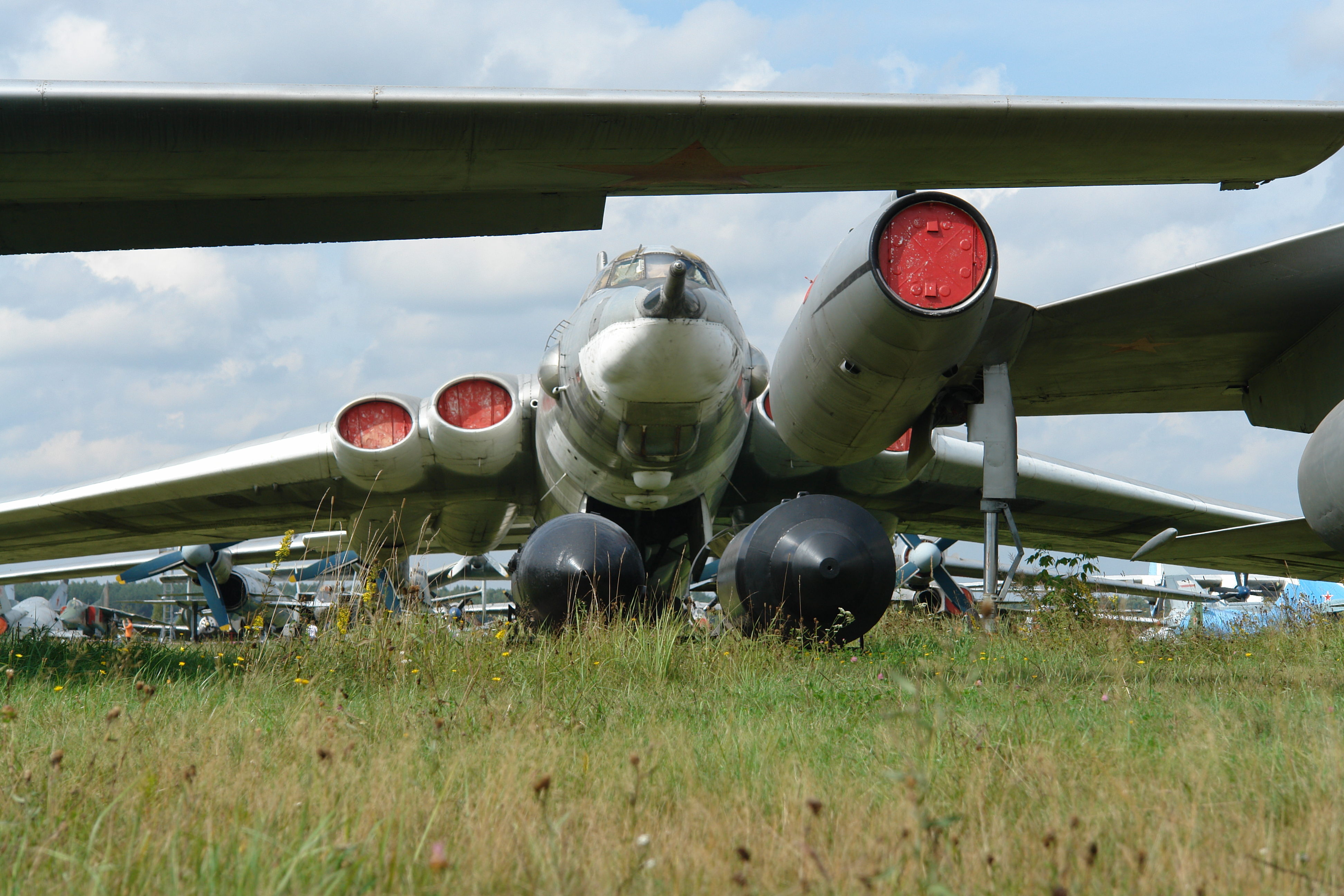
3M in Monino (2006), im Vordergrund liegen Lastkörper (Bombenattrappen)

Dreiseitenriss

| Kenngröße             | Daten M-4                                             | Daten 3M                                              |
| --------------------- | ----------------------------------------------------- | ----------------------------------------------------- |
| Besatzung             | 6–11                                                  | 6–8                                                   |
| Länge                 | 47,20 m                                               | 49,00 m                                               |
| Spannweite            | 50,48 m                                               | 50,48 m                                               |
| Höhe                  | 12,80 m                                               | 12,80 m                                               |
| Flügelfläche          | 309 m²                                                | 320 m²                                                |
| Leermasse             | 82.000 kg                                             | k. A.                                                 |
| Zuladung              | 40.000 kg                                             | k. A.                                                 |
| Startmasse            | 181.000 kg                                            | 210.000 kg                                            |
| Höchstgeschwindigkeit | 900 km/h in 11.000 m Höhe                             | 950 km/h in 12.000 m Höhe                             |
| Marschgeschwindigkeit | 835 km/h                                              | 860 km/h                                              |
| Gipfelhöhe            | 13.700 m                                              | 15.000 m                                              |
| Reichweite            | 9.800 km mit 11.000 kg Bomben                         | 13.000 km mit 12.000 kg Bomben                        |
| Triebwerk             | vier Mikulin AM-3D-Strahltriebwerke                   | vier Dobrynin WD-7-Strahltriebwerke                   |
| Leistung              | je 85,6 kN Startschub                                 | je 127,48 kN Startschub                               |
| Bewaffnung            | sechs bis zehn 23-mm-Kanonen, bis zu 12.000 kg Bomben | sechs bis zehn 23-mm-Kanonen, bis zu 12.000 kg Bomben |